# Место злочина: Њујорк
Место злочина: Њујорк (енгл. CSI: NY) америчка је телевизијска серија о форензичарима криминалистичке лабораторије у Њујорку. Пилот епизода је приказана 17. маја 2004. а серија се емитовала од 22. септембра 2004. до 22. фебруара 2013. године на каналу Си-Би-Ес. Серија је у Србији емитована на РТС 1.
После Истражитеља из Мајамија представља други спин-оф серије Место злочина: Лас Вегас.

## Радња
Серија прати рад групе форензичара криминалистичке лабораторије Одељења за убиства у Њујорку, који проналазе важне доказе на неочекиваним и бизарним местима. Шеф екипе је начелник Мек Тејлор, чији је задатак да и у ситуацијама када нема довољно доказа помогне у налажењу криминалаца. У томе му помаже детективка Стела Бонасера као и други форензичари.

## Улоге
| Лик             | Глумац             | Позоција                                                       | Сезоне | Сезоне   | Сезоне   | Сезоне   | Сезоне | Сезоне | Сезоне | Сезоне | Сезоне |
| Лик             | Глумац             | Позоција                                                       | 1      | 2        | 3        | 4        | 5      | 6      | 7      | 8      | 9      |
| --------------- | ------------------ | -------------------------------------------------------------- | ------ | -------- | -------- | -------- | ------ | ------ | ------ | ------ | ------ |
| Мек Тејлор      | Гари Синис         | Шеф НЈПО-ве криминалистичке лабораторије/ИМЗ Ниво 3 Супервизор | Главни | Главни   | Главни   | Главни   | Главни | Главни | Главни | Главни | Главни |
| Стела Бонасера  | Мелина Канакаридис | ИМЗ Ниво 3 Помоћник супервизора                                | Главни | Главни   | Главни   | Главни   | Главни | Главни |        |        |        |
| Дени Месер      | Кармајн Џиовиназо  | ИМЗ Ниво 3                                                     | Главни | Главни   | Главни   | Главни   | Главни | Главни | Главни | Главни | Главни |
| Ејдан Берн      | Ванеса Ферлито     | ИМЗ Ниво 2                                                     | Главни | Главни   |          |          |        |        |        |        |        |
| Шелдон Хокс     | Xил Харпер         | ИМЗ Ниво 2                                                     | Главни | Главни   | Главни   | Главни   | Главни | Главни | Главни | Главни | Главни |
| Доналд Флек     | Еди Кејхил         | ДЕтектив одељења за убиства                                    | Главни | Главни   | Главни   | Главни   | Главни | Главни | Главни | Главни | Главни |
| Линдси Месер    | Ана Белнап         | ИМЗ Ниво 3                                                     |        | Главни   | Главни   | Главни   | Главни | Главни | Главни | Главни | Главни |
| Џесика Ејнџел   | Емануел Вожје      | Детектив одељења за убиства                                    |        |          | Главни   | Главни   | Главни |        |        |        |        |
| др Сид Хамербек | Роберт Џој         | Главни медицински вештак                                       |        | Епизодни | Епизодни | Епизодни | Главни | Главни | Главни | Главни | Главни |
| Адам Рос        | А. Џ. Бакли        | Лабораторијски техничар                                        |        | Епизодни | Епизодни | Епизодни | Главни | Главни | Главни | Главни | Главни |
| Џозефин Денвил  | Сила Вард          | ИМЗ Ниво 3 помоћник супервизора                                |        |          |          |          |        |        | Главни | Главни | Главни |
| Џејми Ловато    | Натали Мартинез    | Детектив одељења за убиства                                    |        |          |          |          |        |        |        |        | Main   |

## Сезоне
Списак епизода серије „Место злочина: Њујорк“.
| Сезона | Сезона | Епизода | Премијерно емитовање | Премијерно емитовање |
| Сезона | Сезона | Епизода | Почетак емитовања    | Завршетак емитовања  |
| ------ | ------ | ------- | -------------------- | -------------------- |
|        | 1      | 23      | 22. септембар 2004.  | 18. мај 2005.        |
|        | 2      | 24      | 28. септембар 2005.  | 17. мај 2006.        |
|        | 3      | 24      | 20. септембар 2006.  | 16. мај 2007.        |
|        | 4      | 21      | 26. септембар 2007.  | 21. мај 2008.        |
|        | 5      | 25      | 24. септембар 2008.  | 14. мај 2009.        |
|        | 6      | 23      | 23. септембар 2009.  | 26. мај 2010.        |
|        | 7      | 22      | 24. септембар 2010.  | 13. мај 2011.        |
|        | 8      | 18      | 23. септембар 2011.  | 11. мај 2012.        |
|        | 9      | 17      | 28. септембар 2012.  | 22. фебруар 2013.    |